# Gimont
Gimont è un comune francese di 2 908 abitanti situato nel dipartimento del Gers nella regione dell'Occitania.
Il territorio comunale è bagnato dalle acque del fiume Gimone.

## Società

### Evoluzione demografica
Abitanti censiti